# Ribono
Ribono (auch: Ribona) ist eine bewohnte Insel, die zum Atoll Abaiang in den Gilbertinseln gehört, die ihrerseits Teil der Republik Kiribati sind.

## Geographie
Ribono ist ein Motu mit einer Landfläche von 0,89 km² an der Nordspitze der Riffkrone des Atolls Abaiang. Im gleichnamigen Ort auf der Insel leben 303 Einwohner (Stand: 2020). Es gibt eine Kirche und ein Gemeindezentrum (Maneaba). Am Nordende der tropfenförmig ausgezogenen Insel befinden sich die traditionellen Fischfallen der Einwohner.
In der Nähe liegen noch mehrere namenlose, winzige Motu. Die nächste benannte Insel im Südosten ist Riannaba, in der anderen Richtung nach Südwesten liegt Abanango.